# Tomb Raider: Die Chronik
Tomb Raider: Die Chronik (Originaltitel: Tomb Raider Chronicles, auch Tomb Raider V) ist der fünfte Teil der Tomb-Raider-Serie. Das Spiel erschien im November 2000 für die Spielkonsolen PlayStation und Dreamcast sowie für Windows. Die Protagonistin Lara Croft hat in diesem Teil zwei neue Bewegungsmöglichkeiten: Sie kann vorwärts aus engen Nischen springen und auf Seilen balancieren. Mit Tomb Raider IV–VI Remastered erschien im Jahr 2025 ein Remaster von Tomb Raider V.

## Handlung
Das Spiel beginnt mit einer Trauerfeier für die, vermeintlich, verstorbene Lara Croft. Danach treffen sich einige alte Freunde (Winston, Charles Kane und Vater Patrick), um sich Geschichten zu erzählen, die sie von Lara wissen. Diese Geschichten gilt es nun zu erleben.
Die erste Reise führt Lara nach Rom, wo sie nach dem sogenannten Stein der Weisen sucht. Sie kämpft sich durch eine alte Stadt und geheime Tunnel und bekämpft zwei alte Feinde aus dem ersten Teil, um ihr Ziel zu erreichen.
Das zweite Ziel ist ein russisches U-Boot, das Lara durchforscht, um den Speer des Schicksals zu finden. Diesen findet sie letztlich auf dem Meeresgrund versteckt.
In der dritten Geschichte ist Lara das aus Tomb Raider IV bekannte, 16-jährige Mädchen, das sich ohne Waffen durch ein düsteres Irland kämpfen muss. Dabei begegnet sie Dämonen und anderen finsteren Gestalten.
Das letzte Abenteuer führt die Archäologin nach New York City in einen High-Tech-Tower der von Croys. Hier will Lara das Artefakt Iris an sich nehmen, das sie mit ihrem Mentor im vierten Teil am Anfang gefunden hat. Der Spieler erfährt, warum Werner von Croy im vierten Teil so wütend auf seine ehemalige Schülerin ist.

## Leveleditor
Als Extra wurde dem Spiel auf einer zweiten CD ein Leveleditor beigelegt (erst für Windows, Monate später auch für Macintosh). Er ermöglicht nach relativ kurzer Einarbeitungszeit das Erstellen professioneller Level. Die beigelegten Textur- und Objektsets sind dem vierten Teil entnommen. Um dem Benutzer einen Einblick in den Aufbau des Spieles zu vermitteln, sind einige der Level aus Teil 4 in editierbarer Ausführung beigelegt worden. Mittlerweile ist durch den Leveleditor auf der ganzen Welt eine recht große Levelbauszene entstanden. Dass so viele Menschen auf der Welt begeistert eigene Level bauten, regte manche Fans dazu an, Programme zu schreiben, welche bestimmte aufwendige Arbeiten im Editor nun mit wenigen Mausklicks erledigen lassen. Ebenso wurde der Leveleditor selbst von Fans weiterentwickelt.

## Rezeption
Während die Konkurrenz, etwa  F.A.K.K.², große technische Sprünge mache und eine moderne Maussteuerung böte, bliebe Tomb Raider bei der trägen Tastatursteuerung und wirke auch im Bereich Leveldesign und Grafik-Engine veraltet. Dennoch bleibe das Spiel unterhaltsam. Die Zwischensequenzen seien witzig. Mit fünf Spielen in fünf Jahren bliebe kaum Zeit für Innovation. Die Steuerung sei unpräzise und viele spielerische Hindernisse dadurch unfair und nervig. Die Hintergrundgeschichte, die Schauplätze und das Spielprinzip seien jedoch weiterhin faszinierend. Es handele sich um einen gelungenen Abschluss der Serie in der bisherigen Form. Das Gameplay überrasche positiv und erinnere an die richtungsweisenden vorherigen Teile. Das Erkunden mache Spaß, die Rätsel seien recht einfach gehalten. Die Spielzeit sei eher kurz.
Die Royal Mail brachte 2020 einen Satz von zwölf Briefmarken mit Motiven aus britischen Computerspielen heraus, in dem ein Wert Tomb Raider Chronicles zeigt.